# Wild Child (album)
Pour les articles homonymes, voir Wild Child.
Albums de Mother Gong
Second wind
(1988) Gong maison
(1989)
Wild child est le cinquième album studio de Mother Gong sorti en 1989.

## Liste des titres
| No  | Titre              | Durée |
| --- | ------------------ | ----- |
| 1.  | Time               |       |
| 2.  | Augment / Lady     |       |
| 3.  | Today Is Beautiful |       |
| 4.  | Crazy Town / Fire  |       |
| 5.  | We Women           |       |
| 6.  | Child              |       |
| 7.  | Superboots         |       |
| 8.  | Room 1             |       |
| 9.  | Room 2             |       |
| 10. | Aere               |       |

## Musiciens
- Conrad Henderson : basse
- Robert George : batterie, percussion
- Harry Williamson : synthétiseur, Guitare, Voix
- Robert Calvert : saxophone tenor et Soprano
- Gilli Smyth : voix, spacewhisper